# Fliunte

Mapa del Istmo de Corinto con la polis de Fliunte, a la izquierda.

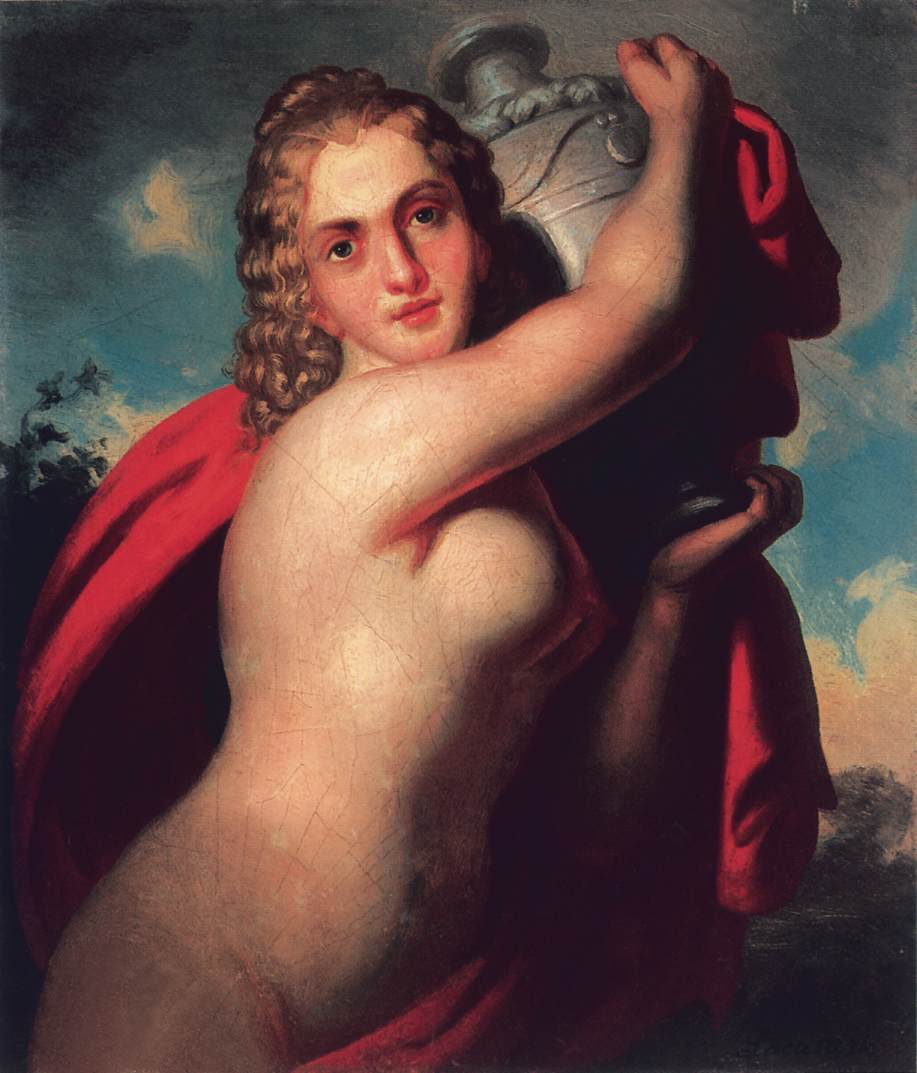
Hebe, diosa de la juventud, divinidad honrada en la polis de Fliunte.

Fliunte (en griego antiguo: Φλιούς, o mejor Φλειοῦς; en latín: Phlius), a veces también Fliasia, fue una antigua polis griega emplazada en la región de la Argólida, en la península del Peloponeso, al sur de la polis de Sición y al suroeste de Corinto.
El gentilicio aceptado para Fliunte es fliasio. El nombre Fliasia designa más comúnmente a la campiña que rodea a la ciudad.

## Historia

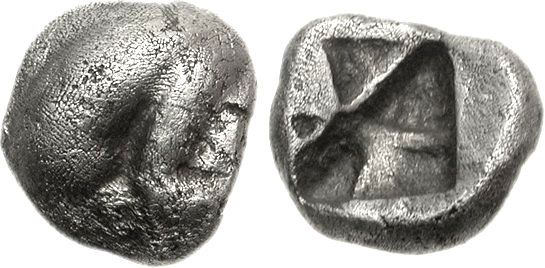
Óbolo de Fliunte de fines del o principios del V a. C.

Según Pausanias, los fliasios eran de origen argivo y se hicieron dorios con la llegada de los Heraclidas. Su origen estuvo en un primer asentamiento que la tradición atribuía al autóctono Arante, que estableció en torno al monte Arantino una ciudad que se llamó Arantia, cuyo nombre cambió posteriormente a Aretirea en homenaje a la hija de Arante. Posteriormente Flías fundó la ciudad de Fliunte en otro monte cerca del Arantino. Cuando llegaron los Heraclidas, el dorio Régnidas fue el que llegó al lugar con su ejército y propuso a los fliasios que lo recibieran como rey. Hubo una parte de la ciudad que se opuso a la propuesta y pretendía luchar contra los dorios pero la mayoría de Fliunte prefirió aceptar al rey dorio sin lucha. Pausanias indica también que navegantes fliasios, junto con otros procedentes de Cleonas  fundaron Clazómenas en el siglo IX a. C.
Fliunte envió tropas a luchar en las guerras médicas, a principios del siglo V a. C. Por ejemplo, en las Termópilas había 200 soldados de la ciudad que se retiraron ante la inminente derrota. También participaron en la Batalla de Platea.
Pese a ser físicamente más próxima a Argos, fue habitualmente aliada de Esparta en la llamada Liga del Peloponeso, durante la guerra del Peloponeso ocurrida entre el 431 y el 404 a. C. En esta guerra tuvieron frecuentes enfrentamientos contra los argivos.
Como muchas otras ciudades de la Antigua Grecia, Fliunte pasó, a partir del siglo IV a. C., por luchas civiles entre una facción democrática y la oligarquía que había controlado hasta entonces el poder. En este conflicto vencieron inicialmente, por el año 390 a. C., los demócratas fliasios, que exiliaron a los líderes oligarcas. Pero en el año 380 a. C. un ejército espartano mandado por Agesilao II puso sitio a la ciudad por unos veinte meses, forzando la restauración de la oligarquía.
En el año 367 a. C. la ciudad era acosada por los arcadios y los argivos. Entonces fue socorrida exitosamente por el general Cares de Atenas.
En el siglo III a. C., tras la intervención de Arato de Sición, que liberó a la ciudad de sus tiranos, Fliunte pasó a formar parte de la segunda versión de la Liga Aquea. Como miembro de esta confederación, la ciudad luchó contra el rey espartano Cleómenes III.

## Creencias y filosofía

### Fliunte y la mitología
Asopo Fliasio era el nombre de un río cercano a la ciudad, que desagua en las proximidades de Sición, y también es la denominación del dios tutelar de este cauce. Asopo Fliasio y la ninfa Metope engendraron a Ismene, Nemea (epónima de la región y presunta madre de Arquémoro en la última obra de Esquilo, del mismo nombre) y Harpina, entre otras ninfas que se convirtieron en objeto de deseo de los dioses.
Según Pausanias y Estrabón, la diosa Hebe, personificación de la juventud, era la divinidad principal de Fliunte y la vecina Sición. En honor a la diosa se celebraba una festividad llamada «Cisótomos». Algunos presos quedaban libres tras pedirlo como suplicantes a la diosa; los que quedaban libres de esta manera depositaban sus cadenas en un bosque sagrado.
También había un templo de Hera que tenía una imagen en mármol de Paros. En la acrópolis había un recinto consagrado a Deméter, con imágenes de Deméter, Perséfone y Ártemis. También había un templo de Asclepio con una imagen y santuarios de Deméter, Dioniso, Apolo e Isis.
En el ágora había una cabra de bronce dorada a la que veneraban tratando de propiciar que la constelación de la cabra no dañara las viñas. Había también una casa llamada adivinatoria donde según la tradición había empezado a ejercer de adivino Anfiarao. También estaba en Fliunte un ónfalo, que se consideraba el centro del Peloponeso.
De acuerdo a una de las versiones de la leyenda de Heracles, éste habría pasado una temporada en Fliunte tras robar las manzanas del jardín de las Hespérides, en Libia. Allí Heracles habría dado muerte a Ciato, un hijo de Eneo, tras golpearle con un solo dedo en la cabeza. Los fliasios erigieron un edificio en homenaje a Ciato donde había una estatua que lo representaba alargando una copa a Heracles.

### Fliunte y la filosofía
Según el relato de Cicerón, recogido por él de los textos de Heráclides Póntico, un discípulo de Platón, en Fliunte fue donde se usó por primera vez la palabra filosofía. El recién llegado Pitágoras, al ser consultado por el tirano local Leonte de Fliunte acerca de su labor, se describió a sí mismo como filósofo. Esta narración también fue recogida por Diógenes Laercio, quien cita como fuente a Sosícrates.
Como sea, la residencia de Pitágoras en la ciudad aparece como un hecho histórico, pues hay numerosas referencias a la existencia de un fuerte círculo pitagórico en dicha polis.

## Ciudadanos destacados

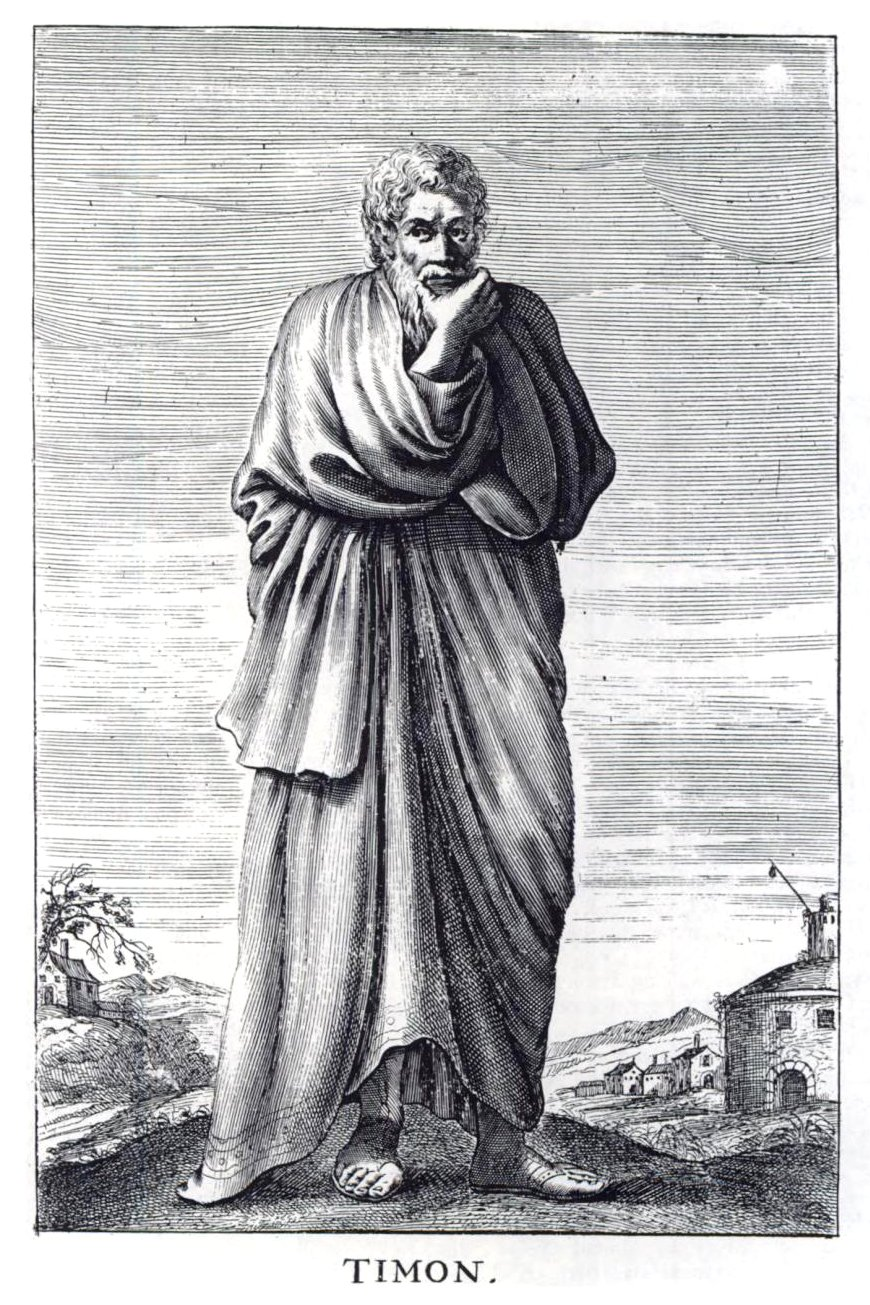
Timón de Fliunte

- Timón de Fliunte, filósofo escéptico.
- Pratinas; señalado como inventor del antiguo género teatral del drama satírico.
- Equécrates discípulo de Sócrates a quién Platón colocó como uno de los dialogantes de su obra Fedón, que se sitúa en dicha ciudad.
- Axiotea de Fliunte, discípula de Platón que se disfrazaba de hombre para poder asistir a su Academia.
- Automedes de Fliunte; vencedor de pentatlón en los Juegos Nemeos. Cantado en la oda 9 del poeta Baquílides.
- Timéneto de Fliunte vencedor de la carrera portando armas de los 24.º Juegos Píticos.

## Arqueología
El sitio de Fliunte fue excavado en la primera mitad de la década de 1920 por los arqueólogos Carl Blegen y Dorothy Burr Thompson. Estas investigaciones fueron retomadas a principios de las década de 1970 por William R. Biers.